# التجمع الوطني الديمقراطي (إسرائيل)

شعار التجمع

التّجَمُّع الوطني الديموقراطي (بالعبرية: ברית לאומית דמוקרטית, בל"ד) هو حزب قومي عربي في إسرائيل تأسس عام 1995 برئاسة عزمي بشارة، وذلك بائتلاف عدة قوى ذات توجه قومي أهمها: حركة أبناء البلد، الحركة التقدمية، حركة ميثاق المساواة بالإضافة إلى قوى محلية وشخصيات مستقلة. .
يعرض التجمع الوطني نفسه كحزب قومي عربي وطني فلسطيني ديمقراطي في فكره وأهدافه السياسية، ويناضل من أجل العدالة الاجتماعية. ويقوم على الربط بين الهوية القومية ومبادئ الديمقراطية في ظروف الجماهير العربية في إسرائيل والمجتمع الإسرائيلي بشكل عام، وذلك عبر التشديد على تنظيم المواطنين العرب كأقلية قومية ذات حقوق جماعية، وتطبيق فكرة المواطنة المتساوية في مواجهة الفكرة الصهيونية والنظام السياسي–الاجتماعي الذي تقوم عليه.
خاض التجمع الوطني الديمقراطي انتخابات الكنيست عام 1996 بقائمة مشتركة مع الحزب الشيوعي الإسرائيلي (الجبهه) وكان قائد التجمع عزمي بشارة المرشح الثاني في القائمة، حصلت القائمة على 3 مقاعد في الكنيست كان للتجمع مقعد منها.
خاض انتخابات عام 1999 في تحالف مع احمد الطيبي وحصلت القائمة على مقعدين في الكنيست.
استمر بخوض الانتخابات منفردا في الأعوام 2003، 2006، 2009 و2013، وحافظ التجمع الوطني الديقراطي على ثلاثة مقاعد برلمانية في الكنيست.
انضم الى القائمة المشتركة التي ترشح من ضمنها العام 2015، شملت القائمه كل مركبات الأحزاب العربيه ال4 الكبرى في اسرائيل، إذ حصل على ثلاثة مقاعد ونصف مقعد بالتناوب من ضمن 15 مقعد حصلت عليهم القائمه.
على اثر الانقسام الاول في القائمة المشتركة عام 2019، خاض التجمع برئاسة امطانس شحادة الانتخابات البرلمانية للكنيست الـ-21 إلى جانب القائمة العربية الموحدة برئاسة منصور عباس وحصلت القائمة الثنائية مجتمعة في هذه الانتخابات على 4 أعضاء.
في الانتخابات للكنيست الـ-22 التي أجريت في 17 سبتمبر 2019، خاض التجمع الانتخابات مجددًا ضمن القائمة المشتركة وحصل على 3 مقاعد في الكنيست.
في الانتخابات للكنيست الـ-24 التي أجريت في 7 مارس 2021 وبعد انفصال الموحدة عن المشتركة، حصلت القائمة على 6 مقاعد من بينها مقعد واحد للتجمع أشغله النائب سامي أبو شحادة بعد فوزه برئاسة الحزب.
في سبتمبر 2022، قبيل انتخابات الكنيست الـ-25 وفي أعقاب أزمة حول تشكيل القائمة مع الجبهة الديمقراطية للسلام والمساواة والحركة العربية للتغيير أعلن عن خوضه للانتخابات منفرداً، وحصل الحزب على ما يقارب 139 الف صوت ولكن لم يستطع اجتياز نسبة الحسم وخسر الانتخابات.
يشغل سامي ابو شحاده منصب رئيس التجمع منذ عام 2021.

## مبادئ التّجَمُّع الوطني الديموقراطي[9]
1. الانطلاق السياسي والحضاري من اعتبار العرب الفلسطينيّين، في إسرائيل، جزءًا من الشعب الفلسطيني والأمّة العربيّة.
2. الانسجام بين القيم الوطنيّة والقيم الإنسانيّة العليا، والعدالة الاجتماعيّة والنهج الديمقراطي في العمل والتعدّديّة الفكريّة، والالتزام بحقوق الإنسان وحق الشعوب في تقرير مصيرها، ورفض كافة أشكال التمييز العرقي والجنسي والديني والقومي.
3. تحويل إسرائيل إلى دولة ديمقراطيّة، هي دولة مواطنيها العرب واليهود على حد سواء، والعمل على إلغاء البنى العنصريّة والقوانين والممارسات كافة التي تكرّس صهيونيّة إسرائيل، وتكرّس واقع التمييز القومي والسياسي ضد أبناء هذه البلاد الأصليّين.
4. الاعتراف بالجماهير الفلسطينيّة أقليّة قوميّة تتمتّع بحقوق الأقليّات القوميّة كافة التي تنصّ عليها إعلانات ومواقف الأمم المتحدة المنبثقة عنها بهذا الشأن.
5. الاعتراف بحقّنا في إدارة شؤوننا الذاتيّة، في القضايا التي تميّزها عن بقيّة المواطنين، وعلى رأسها قضايا التربية والتعليم (أي اعتماد الحكم الذاتي الثقافي)، والاعتراف بضرورة إشراكنا في كل ما يتعلّق بحقّنا في التطوير والتصرّف فيما يسمّى بأراضي الدولة، وعدم تعارض هذه الحقوق مع المساواة أمام القانون، ومع حقّنا، على أساس هذا البرنامج، بالمساهمة في بلورة الحكم المركزي مثل بقيّة المواطنين، وعلى نفس درجة الأحقيّة.
6. العمل على تطوير مجتمعنا على أسس تقدّمية متنوّرة، ومن أجل مساواة المرأة بالرجل والدفاع عن حقوقها ومن أجل وقف تفشّي مظاهر الطائفيّة البغيضة والتعصّب العشائري أو الديني.
7. دعم وتشكيل وتطوير مؤسّسات وطنيّة عربيّة طوعيّة، تنشط في مختلف جوانب الحياة الإقتصاديّة والاجتماعيّة والثقافيّة والمهنيّة والصحيّة، دون أن يتعارض ذلك مع حقوق المواطنين العرب في الميزانيّات المركزيّة والدعم المالي، على قدم المساواة مع بقية المواطنين.
8. العمل على وقف مصادرة الأراضي والاعتراف بالتجمّعات العربيّة غير المعترف بها، وحل قضيّة المهجرين داخل إسرائيل، بما في ذلك حقّهم في العودة إلى قراهم ومدنهم والمبادرة لإقامة قرى ومدن عربيّة جديدة على ما يسمّى بأراضي الدولة.
9. التعاون مع القوى اليهوديّة كافة التي تشاركنا التطلع إلى مستقبل مبني على المساواة التامّة والاحترام المتبادل في دولة ديمقراطيّة مشتركة.
10. حل القضيّة الفلسطينيّة على أساس تنفيذ قرارات الأمم المتّحدة المتعلّقة بها، والمتمثّلة بإقامة الدولة المستقلّة على الأراضي الفلسطينيّة المحتلة عام 67 وعاصمتها القدس، وإزالة المستوطنات كاملة، وحق عودة للاجئين تطبيقًا لقرارت الأمم المتّحدة.
11. يرى الحزب نفسه جزءًا من الحركة الديمقراطيّة في المنطقة، على أرضية جعل الدول أداة لإقامة نظام إقليمي ديمقراطي، ورفض الهيمنة الأجنبيّة، واحترام إرادة شعوب المنطقة بتحقيق التطوّر والتقدم والحياة الإنسانيّة.

## برنامج التّجَمُّع الوطني الديموقراطي[10]
1- يطالب التجمع بالاعتراف بالعرب في إسرائيل كأقلية قومية، كشعب له حقوق قومية جماعية ومساواة مدنية كاملة وفق ما ينص علية القانون الدولي وقرارات واعلانات الامم المتحدة ذات الصلة خاصة الإعلان بشأن حقوق الأقليات الصادر العام 1992. ويسعى التجمع إلى سن قانون أساس لضمان تطبيق الحقوق القومية للأقلية العربية الفلسطينية في إسرائيل وذلك بناء على الاسس التالية:
* تعتمد الحقوق والحريات الاساسية لأبناء الأقلية العربية على الاعتراف بقيمة الإنسان وقدسية حياته وكرامته وكونه حرًا، ويتوجب احترامها بموجب القيم والمبادئ الإنسانية الكونية، وذلك مع التأكيد على أنّ المواطنين العرب هم سكان أصليون في وطنهم.
* تحق للمواطبين العرب مساواة مدنية كاملة بما في ذلك مساواة في الفرص، ورفض أي تمييز ضد أي إنسان لكونه عربيًا.
* يحق للمواطنين العرب تمثيل مناسب في جميع المؤسسات الرسمية والعامة.
* يحق للقومية العربية رعاية وتطوير ثقافتها بشكل حر دون تدخل من مؤسسات الدولة.
* للأقلية العربية الحق في إنشاء مؤسسات تمثيلية وشعبية خاصة بها كشعب، وعلى الدولة ان تعترف بالهيئات التمثيلية للمواطنين العرب.
* اللغة العربية هي لغة المواطنين العرب القومية، ويجب إقرار وترسيخ مكانتها كلغة رسمية ونشر جميع الإعلانات الرسمية والعامة باللغة العربية أيضًا.
* للأقلية العربية الحق في المشاركة بشكل فعال في عملية اتخاذ القرارات المتعلقة بها، ولا تتخذ الدولة قرارات لها أبعاد هامة على حياة المواطنين العرب دون مشاركة فعالة للعرب كقومية ولممثليهم، ويحق للاقلية العربية رفض أي قرار يتخذ دون مشاركتها الفاعلة أو ضد مصالحها وحقوقها المشروعة.
* تعترف الدولة بالرابط الخاص للمواطنين العرب مع الشعب الفلسطيني وبكونهم جزءًا لا يتجزأ منه وكذلك بحقها في التواصل معه ومع بقية الشعوب العربية. ولا يحق للدولة ان تحدد للأقلية العربية من هي الدول العدوة ومن الصديقة وفقًا لمعاييرها الخاصة.
وانطلاقًا من هذه الأسس يطالب التجمع بسن قوانين واتخاذ اجراءات واتباع سياسات لضمان تطبيق الحقوق القومية للأقلية العربية الفلسطينية داخل إسرائيل.
* * *
2- ضمان حق العرب الفلسطينيين المواطنين في إسرائيل في إدارة شؤونهم الثقافية والتعليمية بنفسهم كجزء من حقوقهم القومية كشعب أصلاني في وطنه. تعترف الدولة بالرابط الخاص للمواطنين العرب مع الشعب الفلسطيني وبكونهم جزءًا لا يتجزأ منه وكذلك بحقها في التواصل معه ومع بقية الشعوب العربية.
وعلى أساس هذا الحق يسعى التجمع إلى:
* سن قانون خاص بالإدارة الذاتية الثقافية، يشمل شوؤن التعليم والثقافة والإعلام.
* إقامة جامعة عربية. وإقامتها كجامعة أهلية إذا رفضت الحكومة إقامتها والإصرار على تمويلها من قبل مجلس التعليم العالي.
* توفير بث تلفزيوني وإذاعي لا ينطق بالعربية فحسب، بل بإدارة عربية، وبتوجّه ينسجم مع مصالح وخصوصيات الأقلية العربية في البلاد.
* تطوير الحياة الثقافية في إطار الإدارة الذاتية، من خلال إقامة مسارح ومراكز ثقافية ملائمة، ومراكز للشبيبة.
* انهاء الوصاية الحكومية الصهيونية على التعليم العربي وتغيير برامج التعليم لتعبر عن خصوصية الأقلية العربية القومية والثقافية.
* تشجيع المبادرات الهادفة إلى تطوير ونشر الثقافة العربية وصقل الهوية القومية وتوفير الدعم الرسمي للنشاطات الثقافية مع المحافظة على استقلاليتها.
* تطبيق المساواة الكاملة في مجال التعليم والمدارس والمعاهد وتطوير وتحديث الجهاز التعليمي من حيث مستوى الهيئات التدريسية والمعدات والمختبرات والمكتبات وغيرها.
* تطوير وتحديث برامج التعليم لتتناسب واحتياجات اسواق العمل، من حيث رأس المال البشري.
* توفير فرص متساوية للطالب العربي للالتحاق بالجامعات ومعاهد التعليم العالي.
* * *
3- يعمل التجمع على تنظيم وتحديث المجتمع العربي ويسعى إلى بلورته وبناء المؤسسات والأطر الوطنية على المستويات القطرية والمحلية والمهنية والقطاعية كافة، ومن خلال تحفيز العمل الهادف إلى نيل الحقوق والتطور وصقل الهوية وبناء الذات الجماعية والفردية ومن خلال تشجيع مشاركة المرأة في الحيز العام ومساهمتها في البناء المجتمعي.
يدعو التجمع إلى بناء الهيئات القيادية على أسس ديموقراطية وعصرية ووطنية. ويدعم الحزب تشكيل المؤسسات الطوعية في مختلف جوانب الحياة الاجتماعية والاقتصادية والدينبة والمهنية والصحية، لما في ذلك من أهمية لتطور المجتمع وخلق أطر جديدة وحديثة لتنظيمه.
وفي سياق نضاله من أجل مأسسة المجتمع العربي والحفاظ على هويته القومية وتطويرها يتمسك التجمع بـ:
معارضة فرض الخدمة العسكرية على العرب الدروز، وكذلك ظاهرة التطوع للخدمة العسكرية; معارضة السعي لفرض الخدمة الوطنية على المواطنين العرب ورفض توصيات لجنة عبري; محاربة التعصب الطائفي والحمائلي والتأكيد على الجامع القومي والهوية الوطنية; الالتزام بقضية سجناء الـ-48.

## الأمناء العامون
- محمود محارب 1995-1997
- عوض عبدالفتاح 1997-2016
- امطانس شحادة 2016-2019
- مصطفى طه 2019-2022

منذ العام 2022 وبعد استقالة الأمين العام استلم نائب الامين العام يوسف طاطور زمام الامور
- خالد عنبتاوي 2024[11]

## منتخبو الحزب في الكنيست منذ تأسيسه
انتخابات 1996: عزمي بشارة، ضمن قائمة مشتركة مع الجبهة الديمقراطية للسلام والمساواة
انتخابات 1999: عزمي بشارة، في قائمة مشتركة مع الحركة العربية للتغيير.
انتخابات 2003: عزمي بشارة، جمال زحالقة، واصل طه.
انتخابات 2006: عزمي بشارة (استقال وخرج من البلاد عام 2007)، جمال زحالقة، واصل طه، سعيد نفاع (المرشح الرابع انضم في 2007 عقب استقالة رئيس القائمة عزمي بشارة)
انتخابات 2009: جمال زحالقة، حنين زعبي، سعيد نفاع (انشق لاحقًا عن الحزب)
انتخابات 2013: جمال زحالقة، حنين زعبي، باسل غطاس.
انتخابات 2015: جمال زحالقة، حنين زعبي، باسل غطاس (2015-2017)، جمعة الزبارقة انضم في 2017 بسبب استقالة باسل غطاس. تحالف التجمع في القائمة المشتركة مع الجبهة الديموقراطية للسلام والمساواة، القائمة العربية الموحدة والحركة العربية للتغيير.
انتخابات 2019 (نيسان/إبريل): امطانس شحادة، هبة يزبك، تحالف التجمع مع القائمة العربية الموحدة.
انتخابات 2019 ( أيلول/ سبتمبر) امطانس شحادة، هبة يزبك، سامي ابو شحادة، تحالف التجمع ضمن القائمة المشتركة مع الجبهة الديمقراطية للسلام والمساواة والحركة العربية للتغير و الفائمة العربية الموحدة
انتخابات 2020 (اذار / مارس)  امطانس شحادة، هبة يزبك، سامي ابو شحادة، تحالف التجمع ضمن القائمة المشتركة مع الجبهة الديمقراطية للسلام والمساواة والحركة العربية للتغير و الفائمة العربية الموحدة
انتخابات 2021 (اذار/مارس): سامي أبو شحادة، تحالف التجمع في القائمة المشتركة مع الجبهة الديموقراطية للسلام والمساواة والحركة العربية للتغيير.

## نشيد حزب التجمع الوطني الديمقراطي
اشمخي يا هامُ إنّا للعُلا، من إباءِ النّفسِ نبني المٌقبلا

قسمًا لن تستكيني قسما، إن ملأنا الأفقَ ضادًا عرما

ومعي أهلي وفاءً وانتماء، لا نهونُ لا نهابُ لا نلين

تجمّعي لك السّلامة، واسلمي يا بلادي

إن رمى القهرُ سهامهْ، ألتقيها في فؤادي

واسلمي في كلّ حينْ.. واسلمي في كلّ حينْ..